# Nikolaj och Julie
Nikolaj och Julie (danska: Nikolaj og Julie) är en av de danska TV-serier som blivit sedd av flest människor. Det är en serie om kärlek, vänskap och allt annat som livet handlar om. I titelrollerna ses Peter Mygind och Sofie Gråbøl.

## Rollista i urval
- Peter Mygind – Nikolaj Bergstrøm
- Sofie Gråbøl – Julie Krogh Andersen
- Dejan Čukić – Philip Krøyer
- Sofie Stougaard – Karina Kristensen
- Jesper Asholt – Frank Kristensen
- Therese Glahn – Søs Krogh Andersen
- Jonatan Tulested - Jonatan Kristensen
- Mattias Tulested - Mattias Kristensen
- Helle Fagralid - Iben Vangsø
- Samir Di Johansson - Advokat
- Nanna Jønsson-Moll - Emma Bergstrøm Andersen
- Henning Jensen - Hoffmann
- Peter Gantzler - Lars Eriksen
- Lars Mikkelsen - Per Køller